# ذخیره‌گاه طبیعی دولتی هزار
ذخیره‌گاه طبیعی دولتی هزار (به انگلیسی: Hazar State Nature Reserve) در ساحل جنوب شرقی دریای خزر، در استان بلخان واقع شده‌است و مساحت آن ۲٬۶۹۰ کیلومتر مربع است. پناهگاه اوگورجالی بخشی از این ذخیره گاه طبیعی است و خلیج‌های ترکمنباشی، بالخان، چلکن شمالی و میخائیلوف را پوشش می‌دهد و دارای باتلاق‌های ساحلی هستند. بزرگترین آنها داگادا است که ۱۲۰ هکتار مساحت دارد. آب و هوا به صورت قاره ای با دامنه وسیع در دمای روزانه و فصلی و سطح بارندگی کم (۱۰۰–۱۲۰ میلی‌متر در سال) است. متوسط دما در سال ۱۵٫۸ درجه سانتی گراد است. بادهای غالب شمال غربی در تابستان خنکی و در زمستان یخبندان می‌آورند. بادهای جنوب شرقی در زمستان هوای گرم و در تابستان هوای بسیار گرم می‌آورند. تنوع بالایی از جلبک‌ها (ماکروفیت‌ها) در خلیج‌ها متشکل از جلبک‌های سبز (۲۸ گونه)، جلبک قرمز (۱۱ گونه) و جلبک دریایی یا قهوه ای (یک گونه) وجود دارد که در امتداد ساحل و در اعماق تا ۶ متر جمع می‌شوند. صدها گونه از جلبک‌های میکروسکوپی را می‌توان در پلانکتون و بنتوس یافت.